# Російський нігілізм

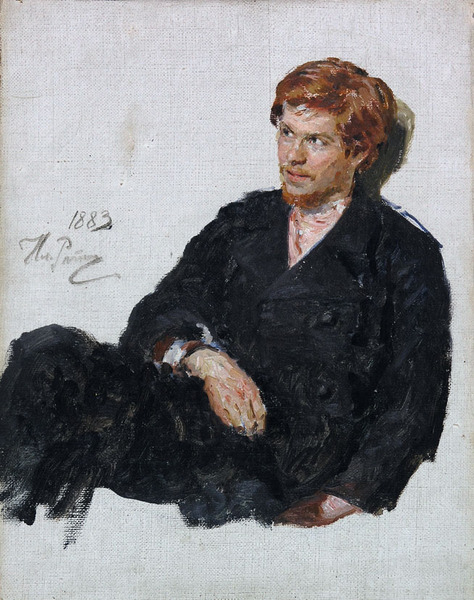
Портрет студента-нігіліста. Автор Ілля Рєпін.

Російський нігілізм — філософський, культурний та революційний рух, що сформувався в Російській імперії на рубежі 1850-х і 1860-х років, а найбільшого поширення набув у кінці 19 — на початку 20 століть.

## Історія
У російській мові словом "нігілізм" (рос. нигилизм, від лат. nihil "ніщо") позначали нападки на мораль, релігію та традиційне суспільство. Ще не маючи назви, цей рух виник із покоління молодих радикалів, розчарованих соціальними реформаторами минулого, а також зі зростаючого розколу між старими аристократичними інтелектуалами та новою радикальною інтелігенцією.
Російський анархіст Пьотр Кропоткін "визначав нігілізм як символ боротьби проти всіх форм тиранії, лицемірства та штучності за індивідуальну свободу." Будучи ранньою формою нігілістичної філософії, російський нігілізм розглядав мораль, філософію, релігію, естетику та тогочасні соціальні інститути як позбавлені вартості та сенсу, але не обов'язково розглядав такими всю етику, знання та людське життя. Водночас він включав теорії жорсткого детермінізму, атеїзму, матеріалізму, позитивізму та егоїзму з метою асимілювати та виразно реконтекстуалізувати в Росії ключові елементи епохи Просвітництва, відкидаючи підхід західників попереднього покоління (хоча нігілізм виріс на ґрунті західництва).
Російський нігілізм розвинув атмосферу крайнього морального скептицизму, часом вихваляючи відвертий егоїзм і захищаючи тих, хто вважав себе вільним від будь-яких моральних авторитетів. У своїх найповніших формах він також заперечував можливість загальних ідеалів, натомість віддаючи перевагу релятивістському та індивідуалістичному світогляду. Нігілісти передбачувано вступили в конфлікт з російською православною церковною владою, а також з панівними сімейними структурами та царським самодержавством.
Хоча зазвичай російський нігілізм асоціюється з революційним активізмом, більшість нігілістів не були політичними, натомість відкидаючи політику як застарілий етап розвитку людства. Вони дотримувалися думки, що поки деструктивна програма домінує, неможливо належно сформулювати конструктивну програму. Хоча деякі нігілісти почали роботу над принципами своєї спільноти, їхні формулювання в цьому залишалися нечіткими. Через поширеність революційних підпалів 1862 року та низку вбивств і замахів у 1860-х і 1870-х роках, а також вбивство царя Олександра ІІ у 1881 році російський нігілізм набув у Європі значення як доктрина політичного тероризму та насилля. Кропоткін стверджує, що застосування насильства та тероризму було пов'язано зі специфічним революційним контекстом і не було притаманним нігілістичній філософії, втім історик Майкл Ґіллеспі додає, що нігілізм був стрижнем революційної думки в Росії протягом усього періоду аж до російської революції 1917 року. Професор Томас Альтіцер вважає, що російський нігілізм мав своє найглибше вираження в більшовицькому нігілізмі 20-го століття.